# Zosha Di Castri
Zosha Di Castri (Calgary, 1985) és una pianista i compositora canadenca. S'ha fet coneguda per haver rebut l'encàrrec d'una composició per a The Proms 2019 per commemorar l'aterratge de l'home a la lluna.
Di Castri va obtenir un Bachelor of Music a la Universitat McGill i un doctorat en arts musicals (DMA Doctor of Musical Arts) per la Universitat de Colúmbia, on és professora ajudant de música. Les seves obres han estat interpretades per la San Francisco Symphony, New World Symphony, Toronto Symphony Orchestra, Orchestre Symphonique de Montreal, i l'Orquestra Simfònica de la BBC. Les seves composicions van més enllà de la música de concert clàssica i inclouen projectes amb música electrònica i col·laboracions amb vídeo i dansa. En la seva web personal es defineix com a "compositora, pianista, artista del so".
El 19 de juliol de 2019 la seva obra d'encàrrec Long is the Journey, Short is the Memory ("El viatge és llarg, la memòria és curta") va ser el interpretada en el concert de la First Night dels BBC Proms amb l'Orquestra Simfònica de la BBC i els BBC Singers sota la direcció de Karina Canellakis. La crítica va destacar "Di Castri's skill as an orchestrator" i va descriure l'obra com "celestial and dramatic" També es va destacar el fet que tant compositora com directora fossin dones i la seva joventut

## Obres més importants
El llistat d'obres complet es troba a la web personal. Algunes obres importants són:
- Cortege (2010) per a 13 músics (premi Jules Léger Prize for New Chamber Music 2012)
- La forma dello spazio (2010) per a orquestra de cambra
- Lineage (2013)
- Phonobellow (2015) per a 5 instruments, electrònica i escultura interactiva, compost en col·laboració amb David Adamcyk
- Dear Life (2015), comissionada per l'orquestra del National Arts Centre, basat en un conte d'Alice Munro (amb un vídeo de la NACO sobre aquest espectacle, on es programa aquesta obra amb altres tres, a la pàgina personal)
- String Quartet No 1 (2016)
- Long is the Journey, Short is the Memory (2019) per a orquestra i cor, obra encarregada per als BBC Proms 2019